# フォード・フィエスタ
フォード・フィエスタ (Ford Fiesta)は、欧州フォードが生産する、Bセグメントに属するハッチバック型の小型乗用車である。
2018年4月、フォードはハッチバックなどの車種を整理することを表明しており、北米市場向けフィエスタの次期モデルは開発されない見込み。
2016年、フォード日本市場撤退に伴い、日本国内での販売は終了した。

## 初代 (MK I、MK II / 1976年 - 1989年)
| MK I |  | MK II |
| MK I |  | MK II |

| MK I XR2 |  | MK II XR2 |
| MK I XR2 |  | MK II XR2 |

1976年、ヨーロッパで成長の著しかった小型ハッチバック市場に向けて発売された。1959年に開発されたイギリスフォードの“ケントエンジン”をベースとして、大幅に改良されたOHV1.0 L/1.1 Lエンジンを横置きに搭載し、駆動方式はFFであった。3ドアのボディは、フォードが傘下に収めていたイタリアのデザイン開発会社であるカロッツェリア・ギアが設計に協力したとされる。
1977年には1.3 Lモデルが追加され、同じ時期にヨーロッパだけでなく、日本でもフォード・レーザーが登場する1982年（昭和57年）まで輸入されていたほか、法規に沿った変更を受けて北米でも販売された。
1983年にフェイスリフトを伴うビッグマイナーチェンジでMK IIとなる。北米フォード発の「エアロルック」により、車両外観の印象は大きく変化した。

## 2代目 (MK III、MK IV / 1989年 - 2002年)
| MK III |  | MK IV |
| MK III |  | MK IV |

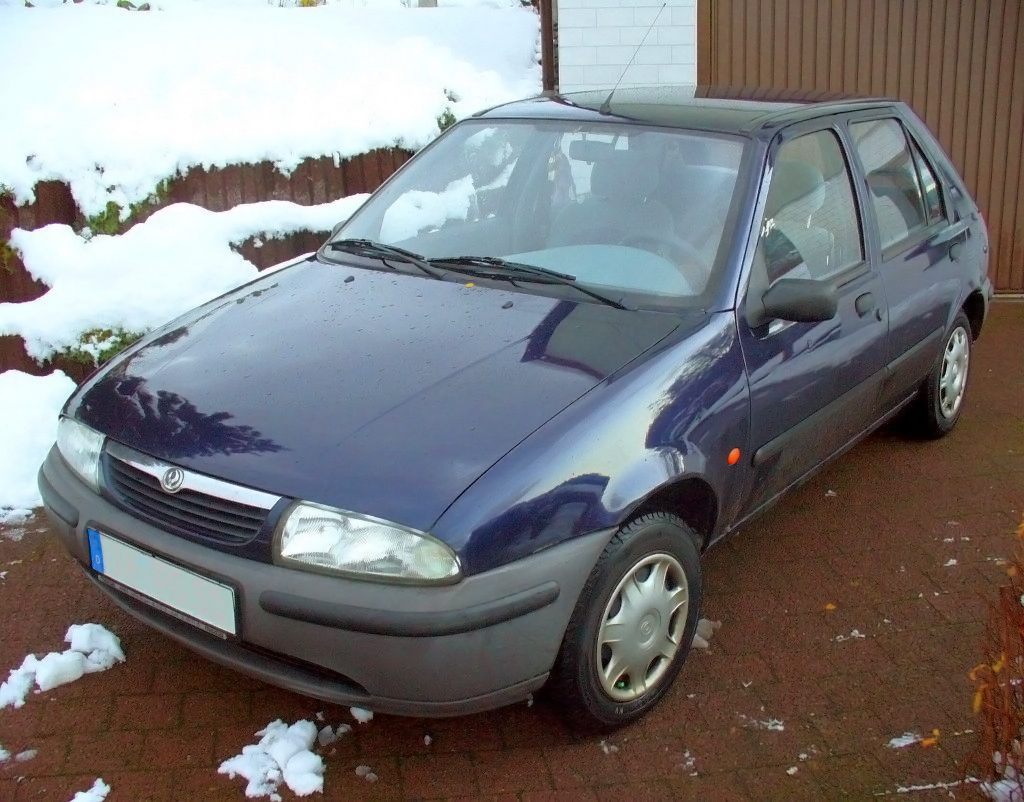
ヨーロッパ向け Mazda 121

1989年、フルモデルチェンジで新世代のMK IIIとなり、5ドアモデルも設定された。
1995年、フェイスリフトを実施しMK IVとなる。この期間のモデルはマツダとの提携関係上、日本市場には導入されなかったが、ヨーロッパではオートザム・レビューの後継モデルとして、マツダから121の名でも販売され、Kaやプーマの原型ともなった。

## 3代目 (MK V / 2002年 - 2008年)
| MK V |  | MK V |
| MK V |  |      |

2002年、フルモデルチェンジを実施した。マツダとのコンパクトカー向けプラットフォーム統合の流れから、マツダ・デミオと共通のDYプラットフォームが採用された。操縦、動力性能から人間工学面に基づいた快適性追求の成果は、上位モデルのフォード・フォーカス譲りのものである。
ボディタイプは3/5ドアで、エンジンはガソリン1.3L、1.6L、ディーゼル1.4Lターボがラインナップされるが、日本に導入されるモデルは5ドアのガソリン1.6L 4AT仕様のみとなる。
2004年、ベーシックなGLXと上級なGHIA（ギア）が輸入された。2005年11月、マイナーチェンジに合わせて、2.0Lで150PSを発生するエンジンに5MTを組み合わせた3ドアのホットハッチであるSTが追加された。

## 4代目 (MK VI、Mk VII / 2008年 - 2019年 )
2007年9月、フランクフルトモーターショーで“Ford Verve”という名称のコンセプトモデルとして発表、翌2008年にフルモデルチェンジが行われた。Bセグメントに属するフォードの世界戦略車で世界の約140か国で販売されており、ヨーロッパではフォルクスワーゲン・ポロやプジョー・208などを抑えてベストセラーモデルとなっている。日本では販売拠点の少なさや為替の影響、戦略上の判断などにより販売台数が他の海外メーカーに比べて少ないため認知度では不利となっているが、2014年2月の日本再上陸に当たり、イギリスに比べてほぼ同仕様の価格が大幅に割安な設定とされた。日本仕様はドイツのケルン工場で生産されている。
車幅は1,720mmで、5ナンバーの上限である1,700mmをわずかに上回るため日本では3ナンバー登録となるが、視界が良好で車両感覚も掴みやすく日本車の5ナンバー車と変わらない運転感覚となっており、最小回転半径も5.0mと、他メーカーのBセグメントかつ近いサイズのタイヤを装着する主な車種の中では比較的小さい数値である。なお、タイヤは再上陸時点で195/45R16のハンコック ventus evoを装着する。JC08モード燃費は17.7km/Lで、PHPを適用して輸入されるためエコカー減税は適用されない。アイドリングストップシステムはMT車のみ装備。
コンパクトなボディサイズ、ラインナップ中の最小エンジンは1.0Lという小排気量ながら高出力と低CO2排出量など環境性能を両立、豊富な安全装備&快適装備を備える本車は、結果としてセグメントの枠を超えた、日本に於ける小型車の黒船とも言われるほどの高い商品力を持つことになった。

### デザイン
エクステリアは、躍動的なKinetic Designを進化させ、新世代の世界共通デザインテーマ“New Global Design Language”が用いられており、ボンネットからフロントガラス、ルーフまで段差が無い一筆書きのような“ワンモーションフォルム”で、特にMk VIIのフロントマスクはアストンマーティンを思わせるものとなっている。

### インテリア
高級感があり樹脂も質感が高い。フロントシートは質感とホールド性の向上に拘り、リアシートのクッションはフロントより柔らかめとなっている。ステアリングのチルト&テレスコピック機構とシートリフターを備えるため、ドライバーに合わせて最適なドライビングポジションを取ることが可能となっている。頭上空間、後席共に余裕があり、全てのシートにヘッドレストが装備される。荷室の容量は5人乗車時で276L、可倒式のリアシートを倒すと最大で960Lとなる。搭載されるスペアタイヤは175/65R14。
ソニー製8スピーカープレミアムサウンドシステムのほか、ダッシュボードの中央部分に装備される4.2インチのモニターは、バックの際にシフトレバーをRに入れると、ハッチゲートの内蔵カメラで車両後方の映像を映すリアビューモニターに切り替わる。日本仕様では障害物を警告音で知らせる“リバースセンシングバックソナー”も標準装備する。

### メカニズム
エンジンのラインナップは、ガソリンが直列3気筒の1.0L、1.0Lターボ、直列4気筒の1.25L、1.6L、1.6Lターボ、ディーゼルが直列4気筒の1.5L、1.6L。
特に2014年に追加された直噴ターボ+可変バルブ機構を持つ、新世代の1.0L 3気筒ターボ EcoBoostは、イギリスで開発が行われ、ドイツで生産されるフォードで最も小型のエンジンである。同機はインターナショナル・エンジン・オブ・ザ・イヤーを2012年、2013年と2年連続で受賞しており、ダウンサイジングの最先端を走りながら、実用燃費の良さとターボによる力強さを兼ね備えていることなどが評価されている。シリンダーブロックを敢えてアルミ製ではなく鋳鉄製として気筒間距離を狭め、暖機時間を大幅に短縮した。フリクションロスの影響やコストの増加を嫌いバランサーシャフトは持たないが、一部の動的パーツを敢えてアンバランスとし、エンジン全体のバランスを取ることで不快な振動を解消するという方法が取られた。CO2排出量99g/kmの環境性能を持ちながら、最高出力は125PS/6,000rpm、最大トルクは一般的なガソリン1.6L - 1.8L並みの17.3kgm/1,400 - 4,000rpmで発生する。シリンダーボアとピストンストロークは71.9mm×81.9mmというロングストロークで、ヨーロッパで主流となっているディーゼルエンジンの技術を導入した低慣性のターボチャージャーを採用、低回転から高トルクを発生するため扱いやすい特性となっている。
トランスミッションは、5/6速MTのほか、ゲトラグ製のPowerShift（パワーシフト）と呼ばれる6速DCTの3種類。DCTの通常モードでは燃料消費を抑えるため早目にシフトアップするが、Sモードではギヤを積極的に選択するため、スポーツ走行や山道などでは有効となる。マニュアルモードはシフトレバーに付いているスイッチ“サムシフト”で行うが、スイッチを押してからエンジンの回転数とクラッチの繋ぎを同調させるため若干のタイムラグは発生する。なお、シフトダウンはエンジン回転数が3,000rpm以下に落ちなければ動作しない。“アクティブニブルコントロール”は、荒れた路面でステアリングに伝わる振動をセンサーで感知して打ち消す制御を行うもので、特に長時間ドライブでの疲労軽減効果が期待される。

### 安全装備
エアバッグは前席以外に、サイドエアバッグ、ニーエアバッグ、カーテンエアバッグなどが標準装備で事故時の被害軽減が計られているほか、既にフォーカスにも採用されている、低速時自動ブレーキシステムの“アクティブ・シティ・ストップ”が標準で装備される。その他、コーナリング時の状況をセンサーで常時検知しながらABSとESCを合わせて制御し、コントロールを失いそうだと判断した場合は適切なホイールにブレーキを掛けつつエンジン出力を制御して横滑りやスピンを回避する、フォード独自の“アドバンストラック”を装備する。

### 年表
2010年、ダウンサイジングが進む北米での販売開始と同時に4ドアセダンが追加。2011年、タイで販売開始。2012年、マイナーチェンジでMK VIIとなり、エクステリアやインテリア、エンジンなど大幅な変更が施された。2014年2月1日、日本では約6年ぶりとなる販売が開始された。日本仕様は1.0L 直列3気筒ターボ EcoBoost+6ATのモノグレードとなる。

## 5代目 (MK VIII / 2017年 - 2023年 )
2016年11月に発表され、翌2017年フルモデルチェンジが行われた。ドイツのケルン工場で生産される。

2018年、ホットハッチのST、クロスオーバーのActive、商用車のVANが追加された。

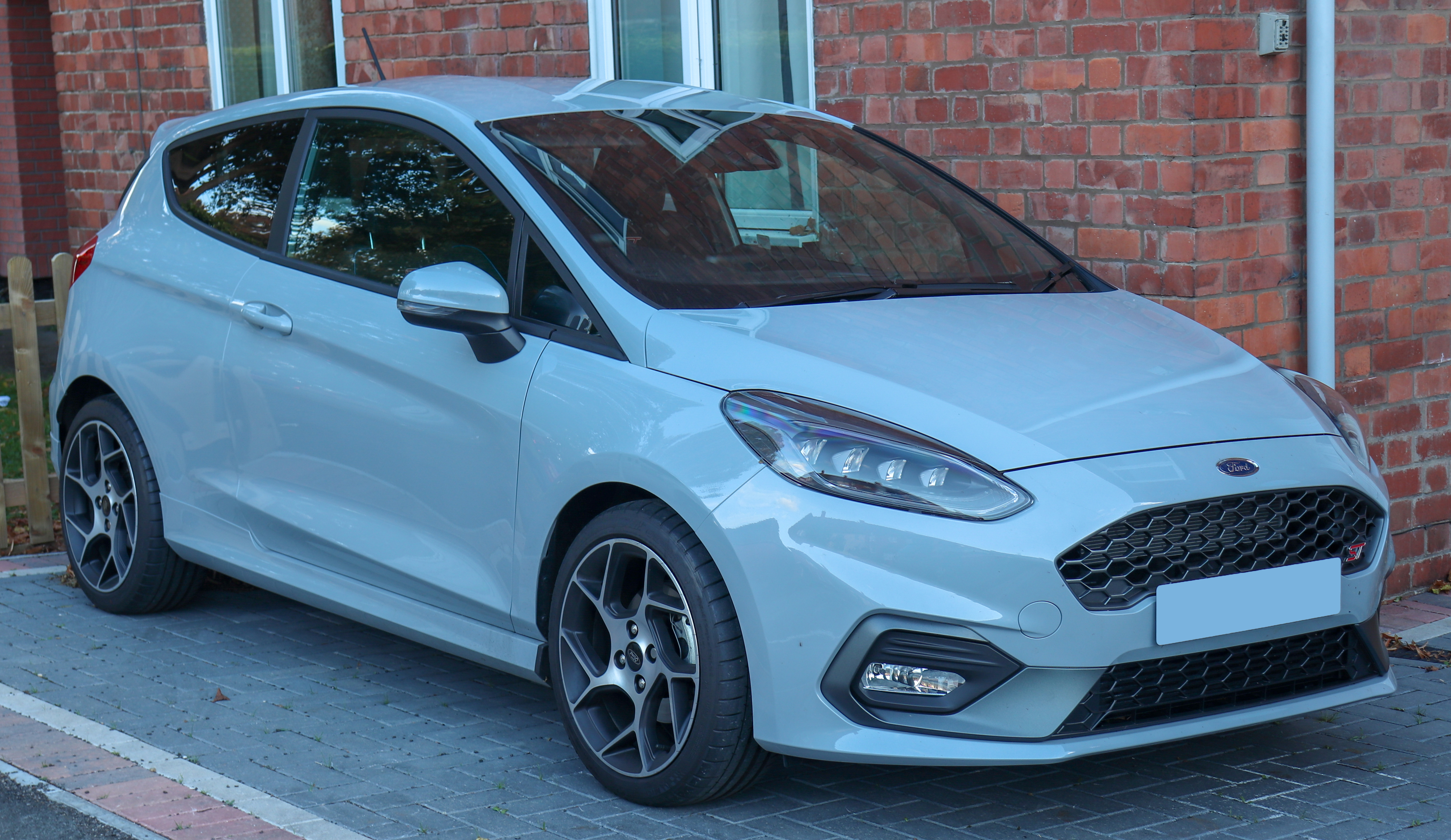
2018年モデルSTフロント
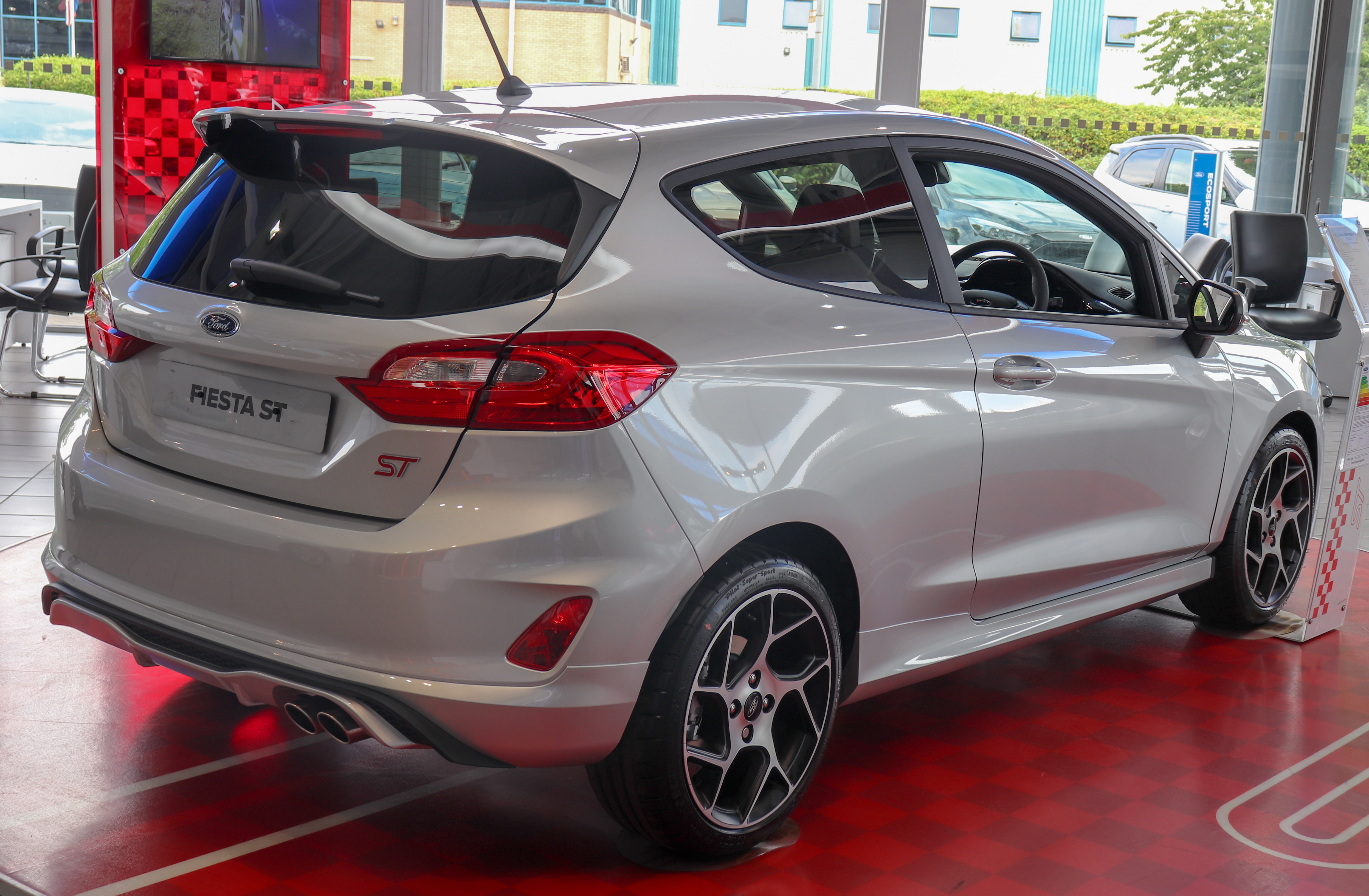
2018年モデルSTリア
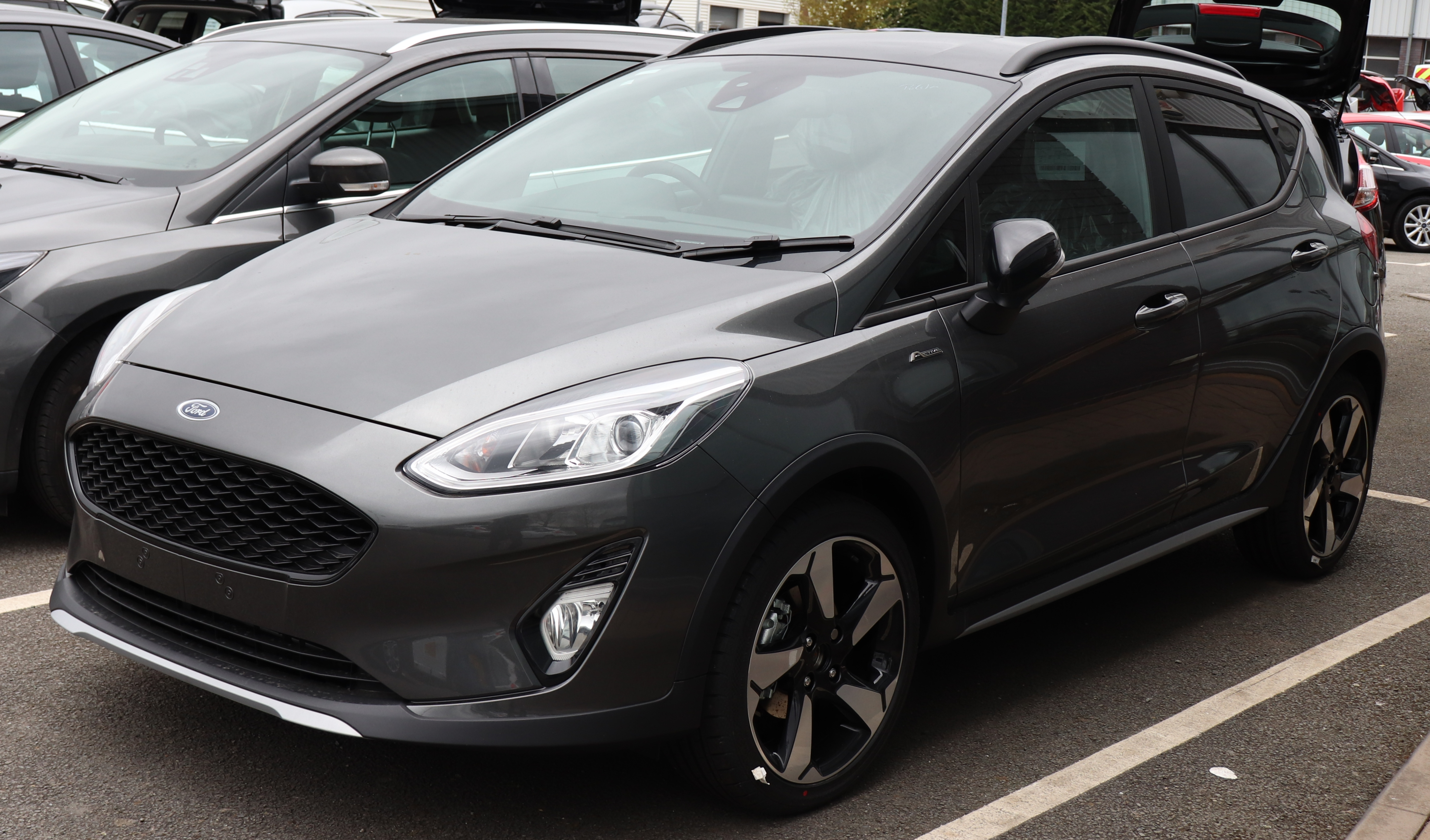
2018年モデルアクティブフロント
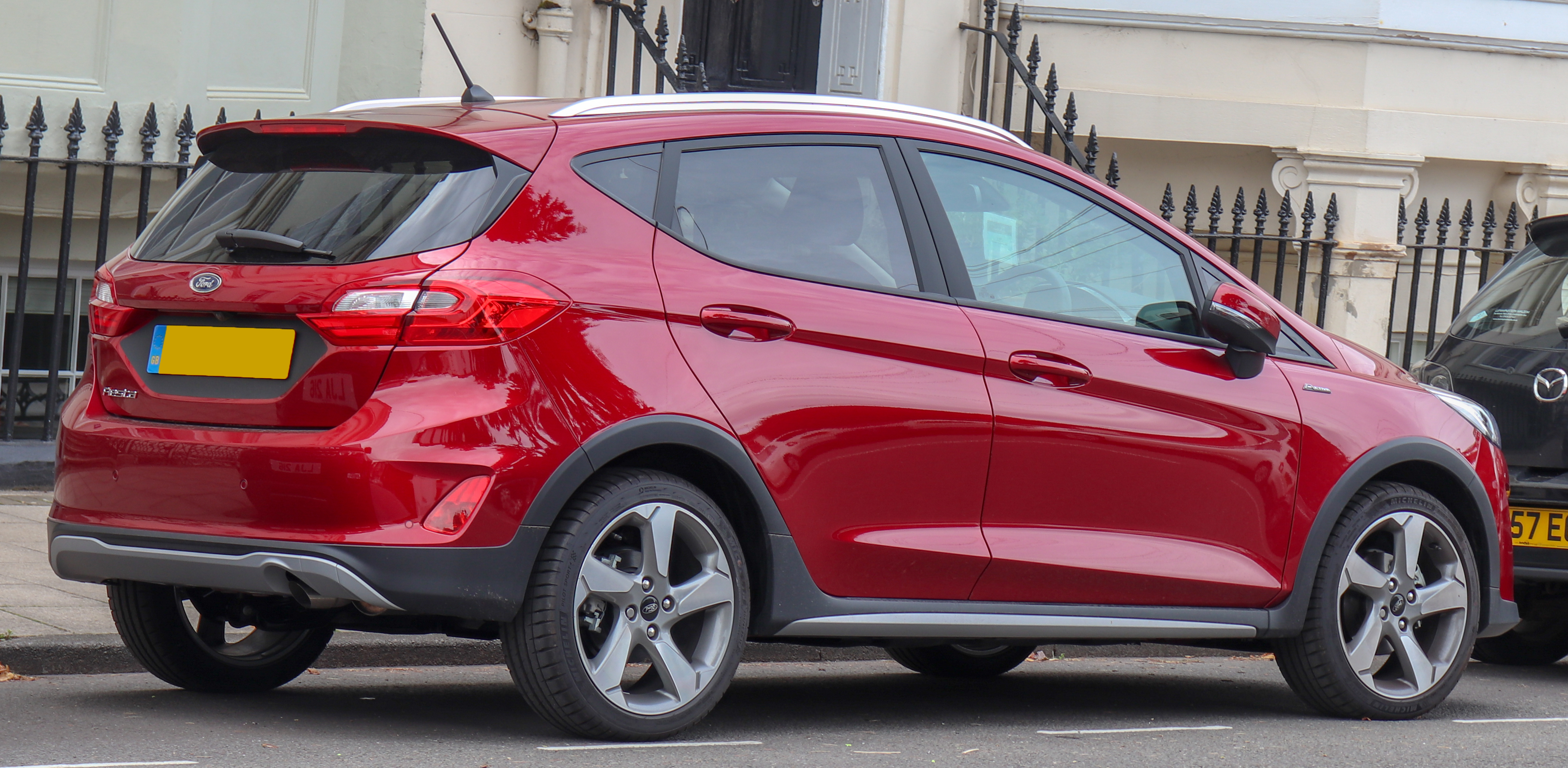
2018年モデルアクティブリア

2021年9月、マイナーチェンジが行われ、フロントバンパーなどの意匠が変更された。また、安全性なども向上している。さらに、ハイスペックモデルでは、トルクの増加、マトリックスLEDヘッドライトも装備。しかし、3ドア車は2022年春に廃止された。

2022年10月26日、2023年6月末に生産を終了することを発表。直接的な後継モデルは存在せず、47年の歴史に幕を閉じる。

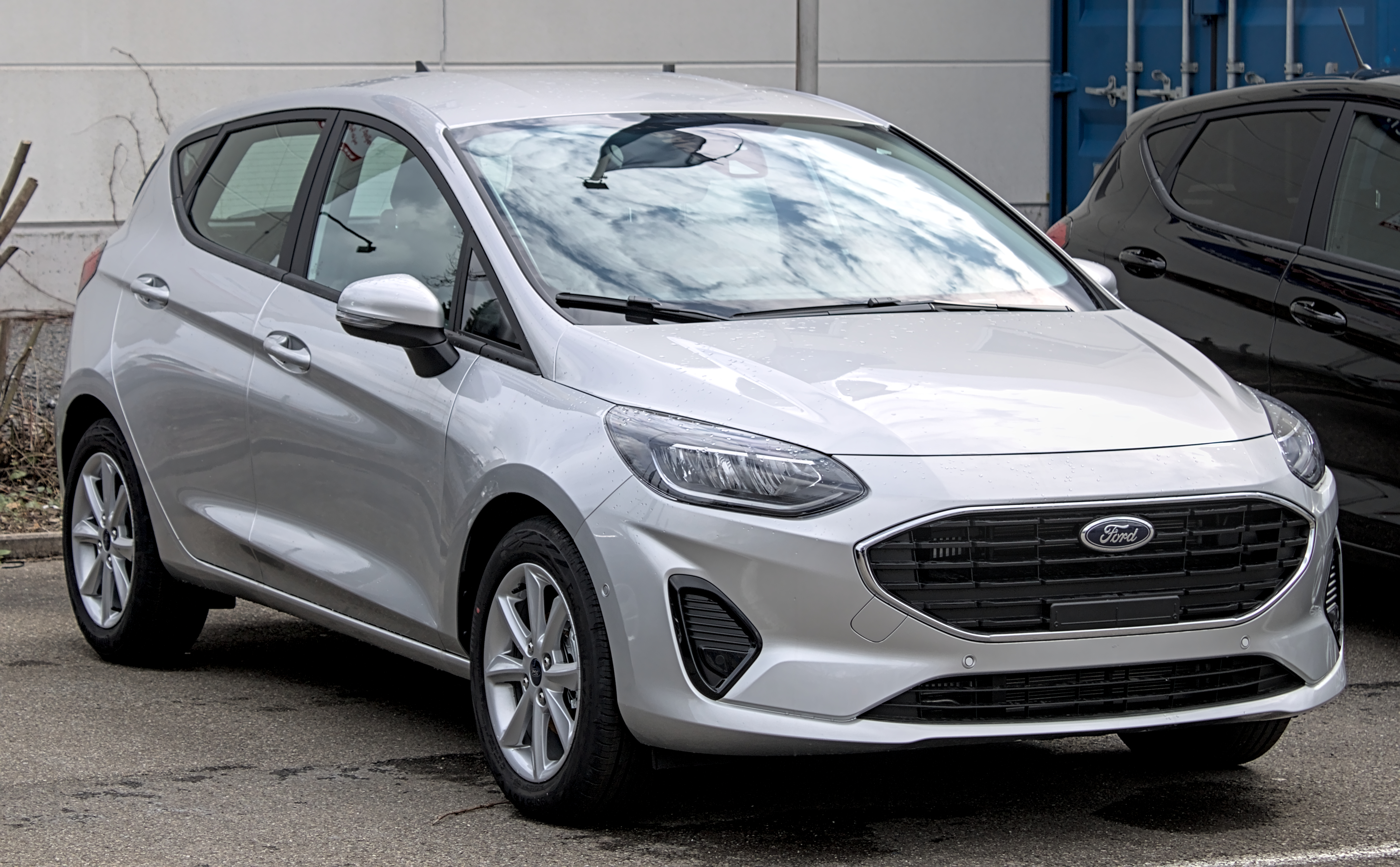
フェイスリフト後モデルフロント
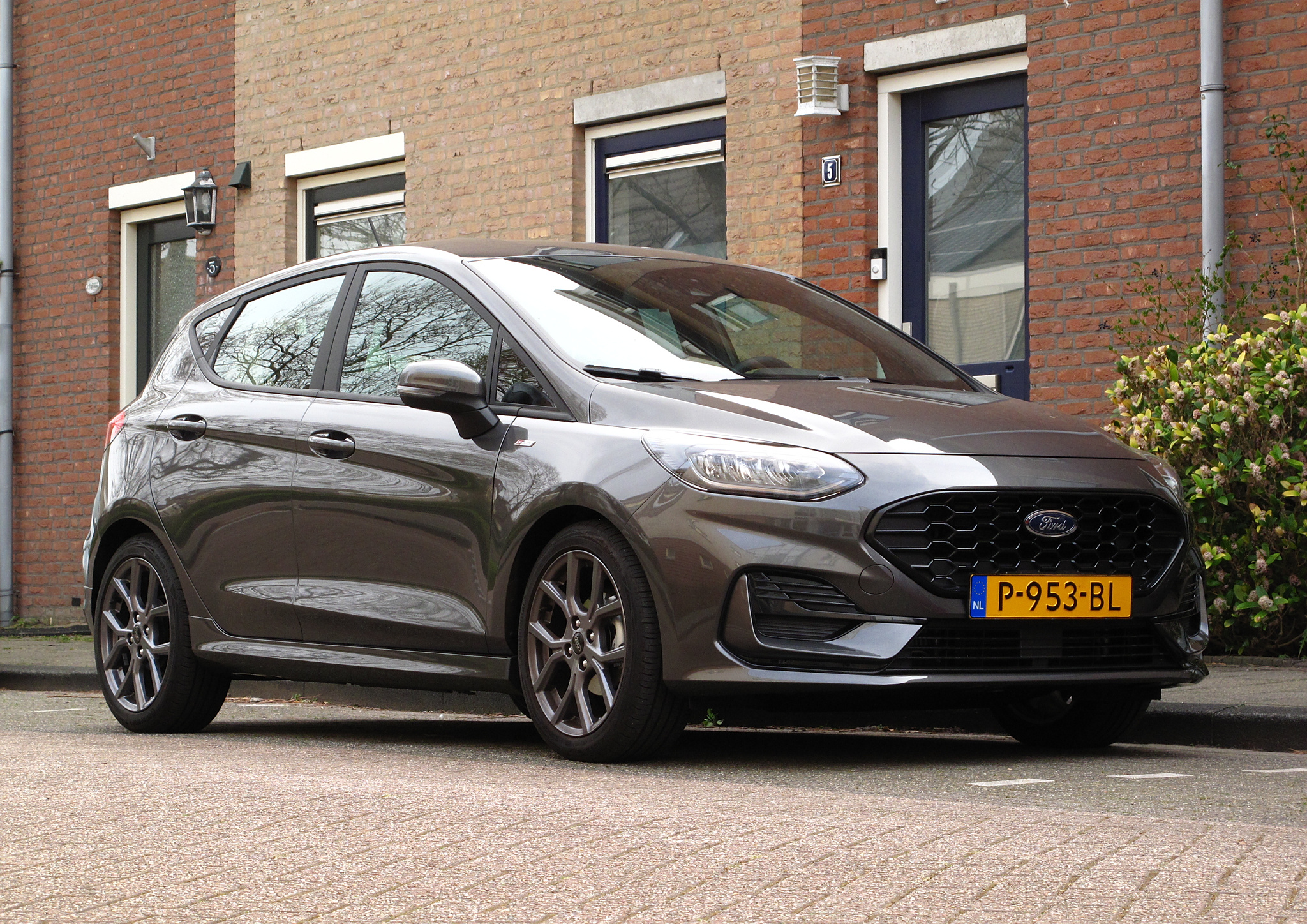
フェイスリフト後モデル STフロント

## モータースポーツ

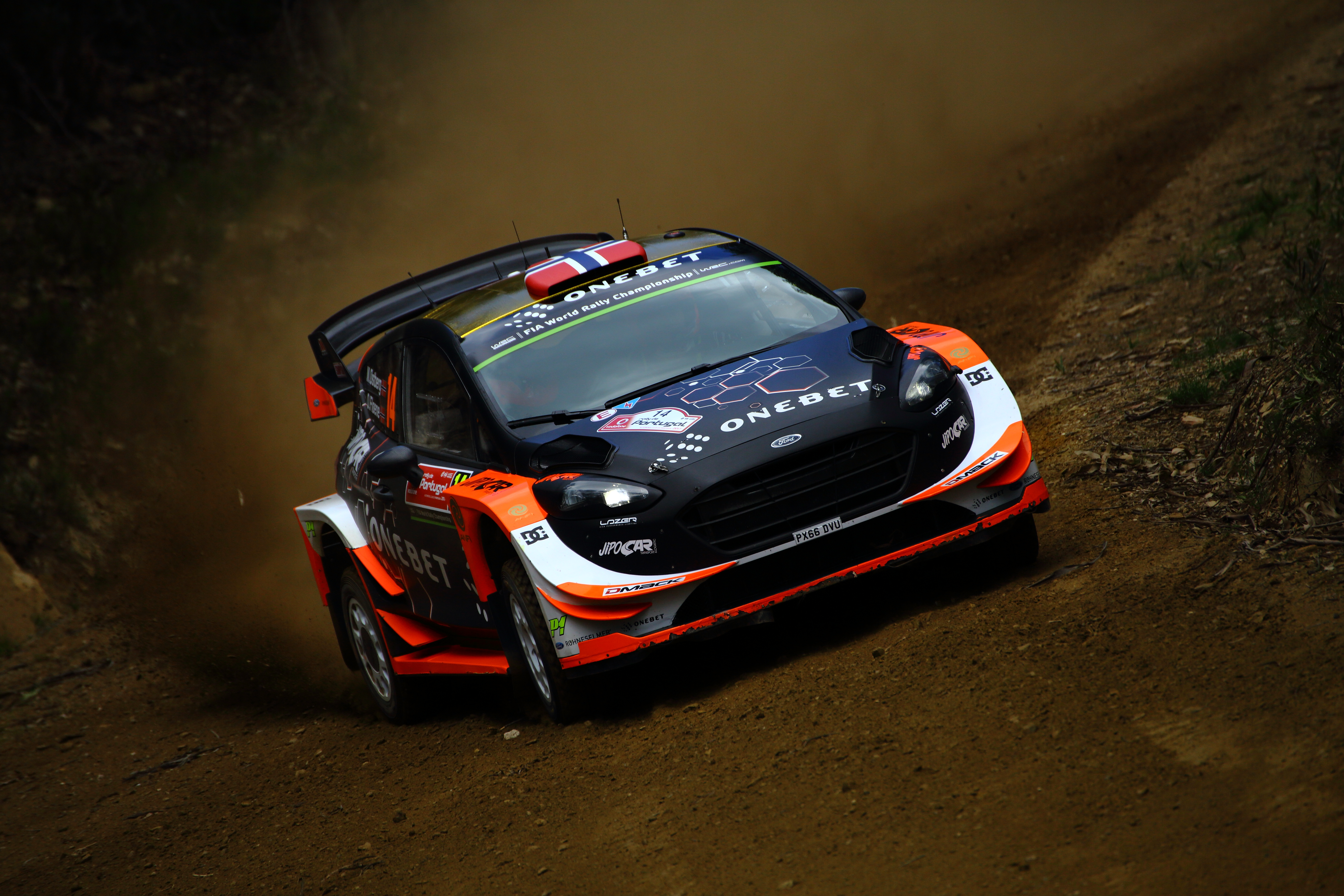
フィエスタのWRカー（2017年）

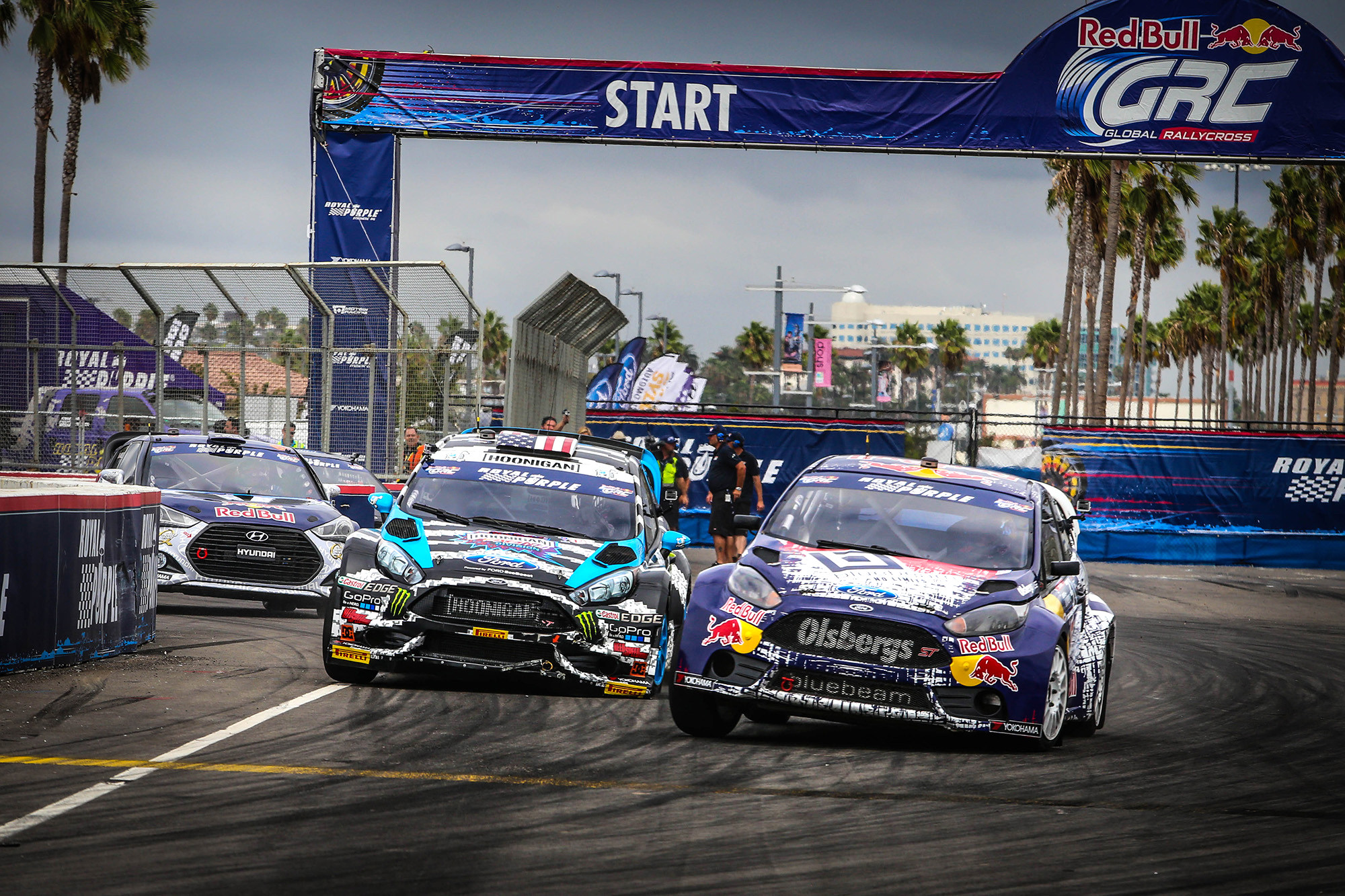
争う2台のフィエスタRXスーパーカー（2014年）

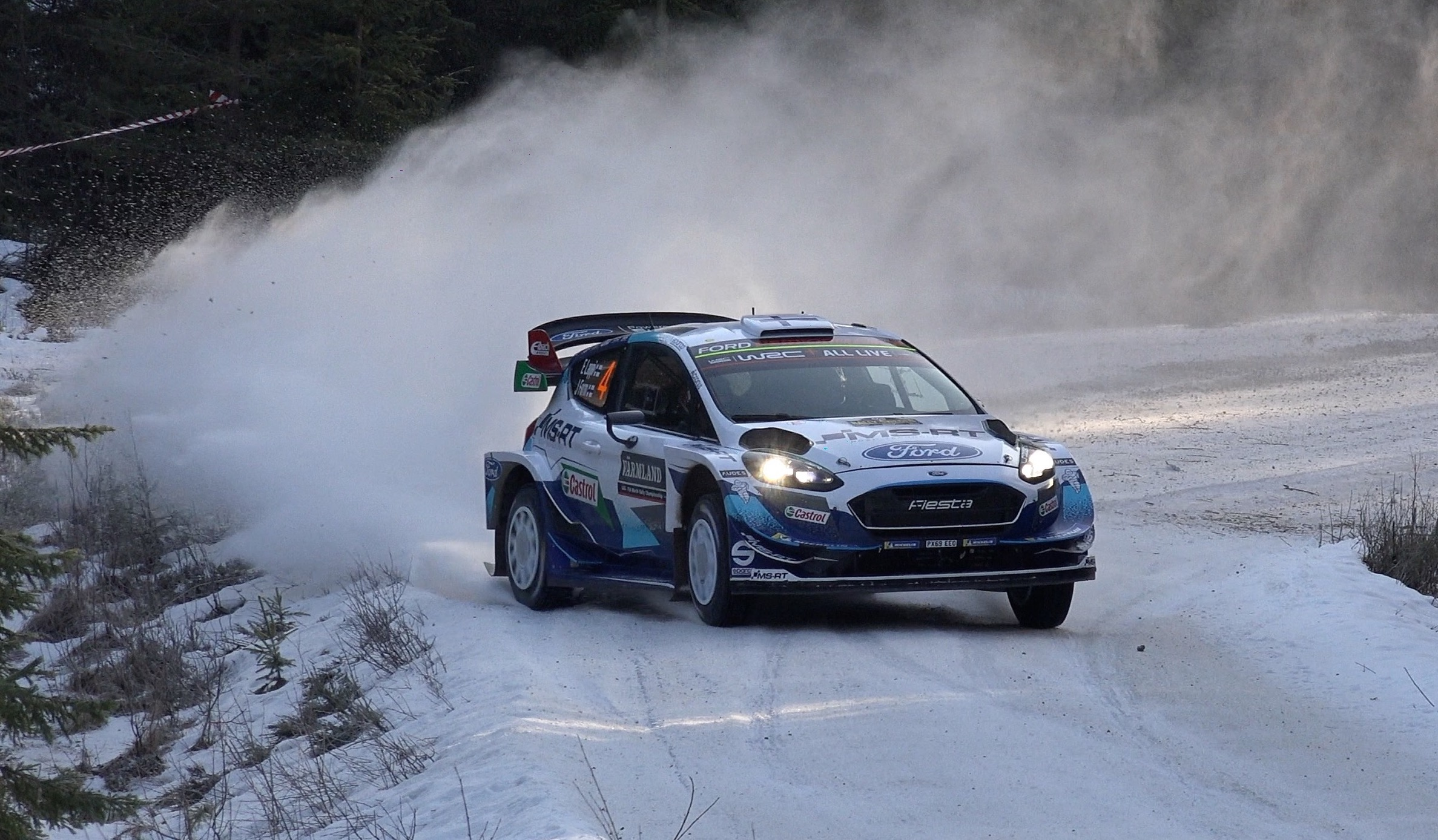
2020WRCのフィエスタ

2代目の派生車種であるプーマがWRCのスーパー1600選手権に代表される、若手やプライベーターのベース車両として支持を集めていたことから、後継として3代目をベースにした車両が作られた。すでにフォーカスWRCで実績を残していたワークスチームのMスポーツにより、フォーカスWRCで用いられた技術を引き継いだ車両は大きな期待を受けたが、戦闘力不足やトラブル多発などによりJWRCでは半年も経たないうちに姿を消してしまった。
しかしその後Mスポーツがプライベーター向けに開発したグループR2規定のフィエスタRSが登場し人気を博すと、JWRCが改名した「WRCアカデミー」では同車がワンメイク車両として指定されている。JWRCに戻った後の2014～2016年はシトロエン・DS3に取って代わられたが、2017年からは再び同車が採用されている。
4代目をベースとしたWRカーはS2000規格を基に開発された。2010年スーパー2000が主役のIRCにテストを兼ねて、開幕戦のモンテカルロでミッコ・ヒルボネンが優勝を飾っている。その後、WRCの2011年以降の規格が決定され、これに合わせる形でフィエスタ RS WRCとして完成、2011年のWRC開幕戦となったスウェーデンで優勝を飾っている。また、フィエスタ RS WRCをベースとしてターボ用リストリクター径を33mm→30mmとし、リアウィングもパーティカル・フィンがないシンプルな形状にした純粋なスーパー2000規定フィエスタ RS RRCも開発され、SWRCやERC、APRCなどで使用された。
2013年以降はフォードのワークス活動は休止したが、MスポーツはWRCとグループR（現グループRally）規定のフィエスタを開発し続け、2017年にセバスチャン・オジェの加入もあってドライバーズ・マニュファクチャラーズタイトルの二冠を獲得している（そしてこれによりフォードはセミワークス復帰している）。またトヨタの育成プログラムを担うトミ・マキネン・レーシングでもフィエスタR5が採用されており、2018年第2戦ラリー・スウェーデンでは勝田貴元がWRC2で日本人初優勝を挙げている。フィエスタは世界中のプライベーターに高い人気を誇り、R5・R2車両は合わせて年間100台以上を売り上げ、MスポーツのWRC活動の貴重な資金源となっている。2021年にはRally3規定にも参入し、フィエスタはRally2〜Rally5全てにホモロゲーションを持つ初の車両となった。
他の競技ではパイクスピーク・ヒルクライムやラリークロスでも活躍しており、グローバル・ラリークロスでは4連覇を達成している。

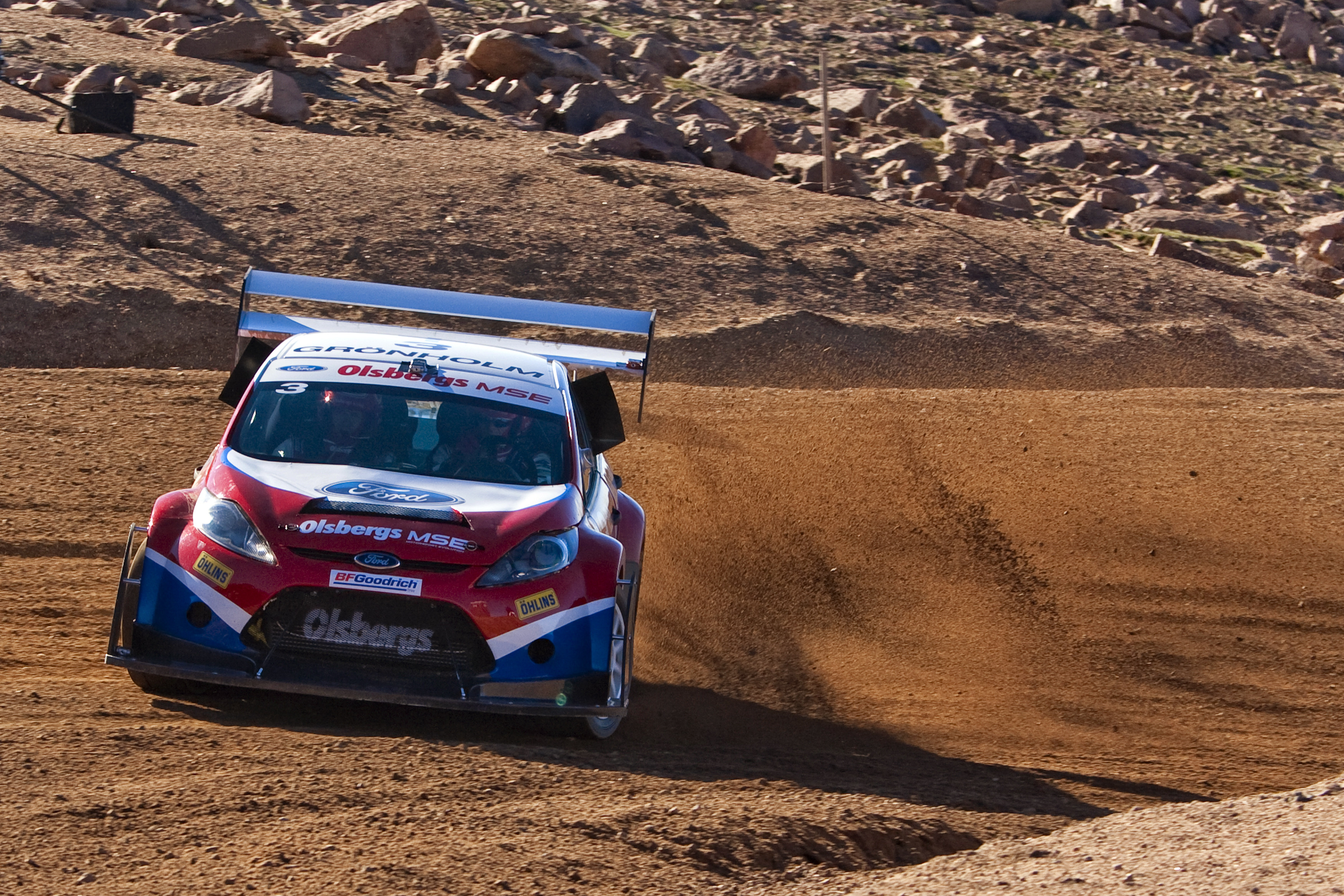
パイクスピーク仕様（2009年）
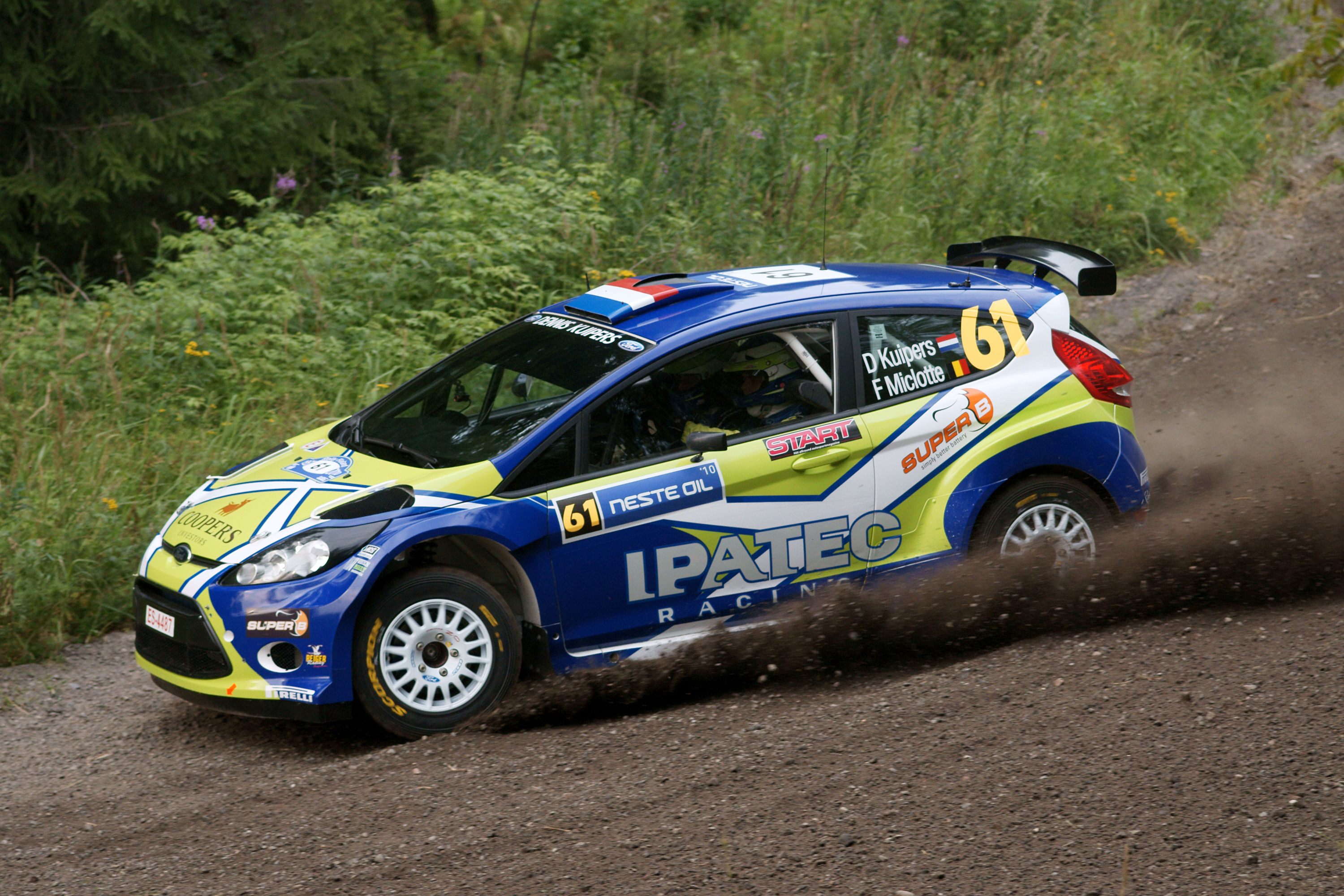
スーパー2000仕様（2010年）
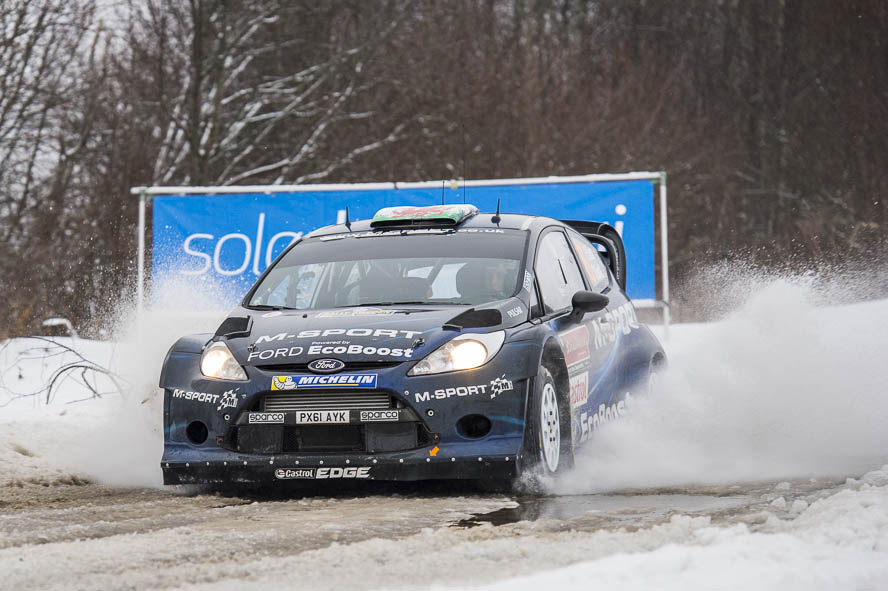
フィエスタ RS WRC(2014年)
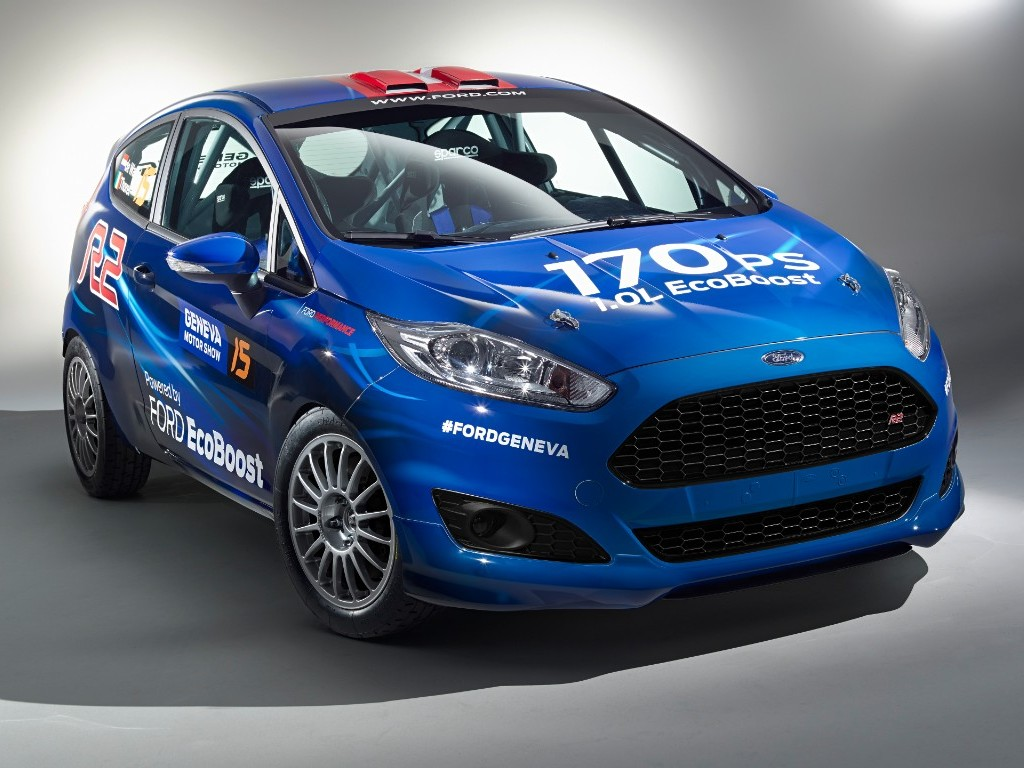
グループR2仕様（2015年）
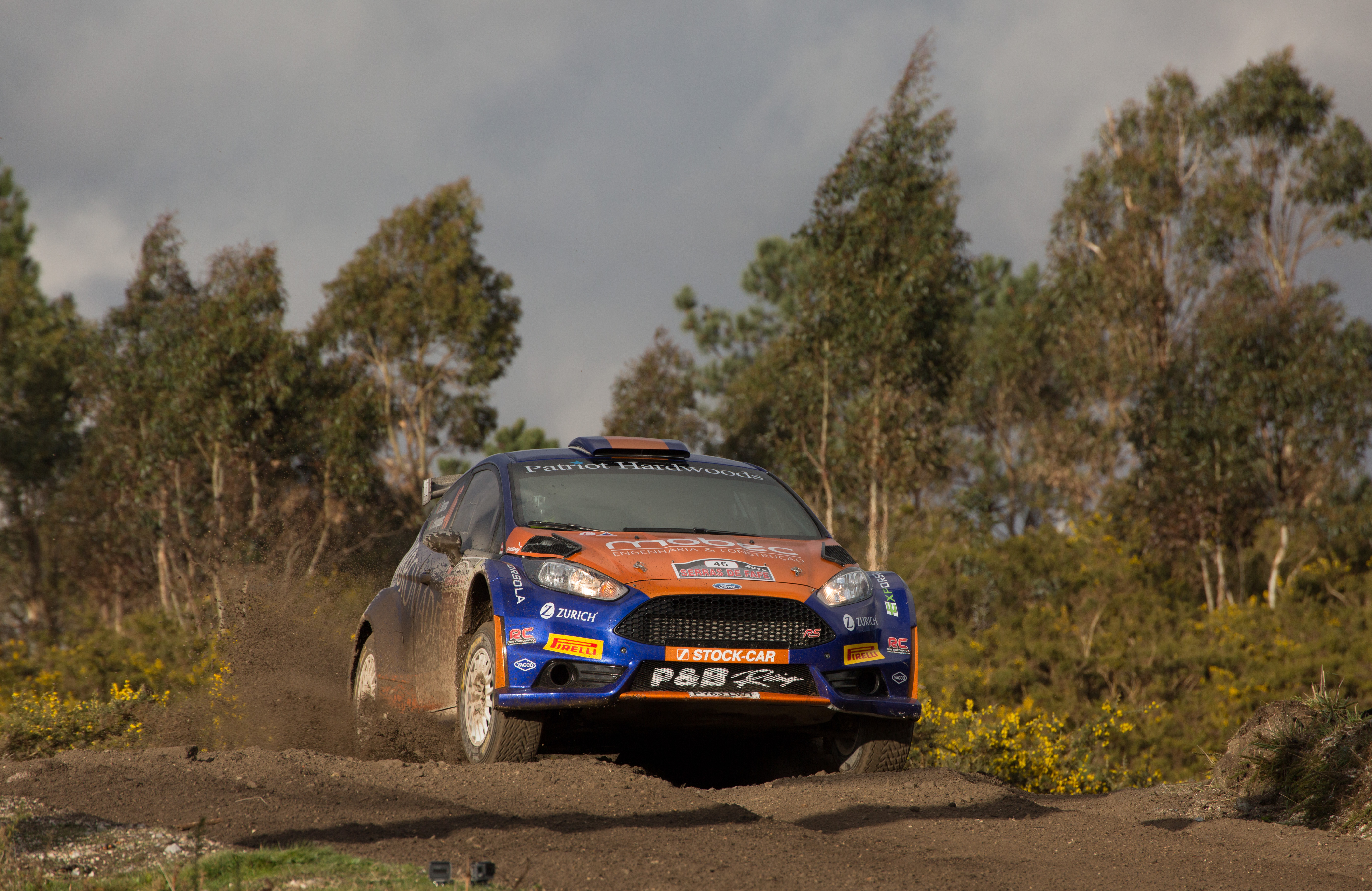
グループR5仕様（2017年）